# 1994年也门内战
1994年也门内战是1994年发生在也门的一场内战。战场主要位于也门南方。

## 背景
1990年5月22日，阿拉伯也门共和国（北也门）和也门民主人民共和国（南也门）宣布统一，成立也门共和国。新国家的总统委员会主席、政府第一副总理由北也门出任，总统委员会副主席、政府总理由南也门出任。但是由于经济和社会等方面固有的差异和权力、利益分配上的分歧，统一之后南北双方领导人之间的矛盾逐渐激化。
內戰爆發前，北也門與南也門的軍隊和警察仍未合併，而雙方都有一部分軍隊在對方省份內駐守。

## 內戰過程
1994年5月4日晚，也门北南双方出动战斗机相互轰炸原双方首都等重要城市，也门爆发全面内战。北也門軍在人數上佔有優勢，開戰僅十多天便已肅清原駐扎於北也門的南也門軍。5月21日，南方领导人阿里·萨利姆·比德宣布南方脱离也门共和国，成立独立的也门民主共和国。到6月底，北也門軍已佔領南也門軍原有控制區超過7成土地。7月5日，北也门军攻入穆卡拉，南方领导人比德及5名助手于6日乘快艇离开也门逃亡阿曼苏丹国。7月7日，北也門軍全面控制亞丁。也门政府发言人7日晚宣布，持续了两个月的也门内战已经结束。